# GLAAD Media Awards 2011
La 22ª edizione dei GLAAD Media Awards si è tenuta nel 2011. Le cerimonie di premiazione hanno avuto luogo al Marriott Marquis di New York il 19 marzo, al Westin Bonaventure Hotel di Los Angeles il 10 aprile e al Marriott Marquis di San Francisco il 14 maggio.

## New York
Excellence in Media Award
- Russell Simmons

Vito Russo Award
- Ricky Martin

Miglior serie drammatica
- True Blood
- Brothers & Sisters
- Degrassi: The Next Generation
- Grey's Anatomy
- Pretty Little Liars

Miglior episodio serie TV
- Klaus e Greta - 30 Rock

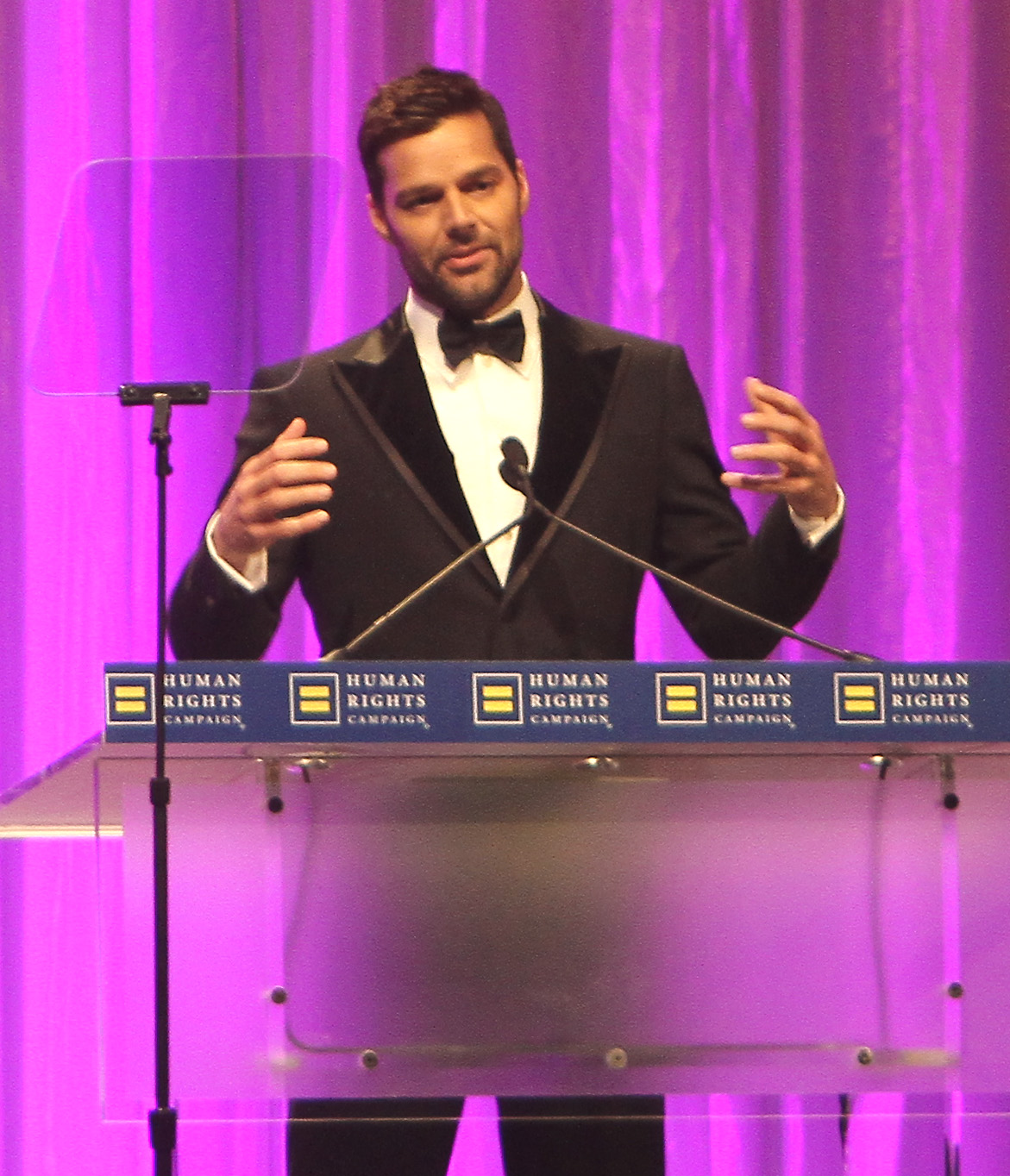
Ricky Martin ha ricevuto il Vito Russo Award alla cerimonia di New York.

- Amore impossibile - Bored to Death - Investigatore per noia
- Innocence - Law & Order - I due volti della giustizia
- La regina della cattiveria - Drop Dead Diva
- Samaritano - Law & Order: UK

Miglior cantante
- Scissor Sisters, Night Work
- Antony and the Johnsons, Swanlights
- Big Freedia, Big Freedia Hitz Vol. 1
- Chely Wright, Lifted Off the Ground
- Kele Okereke, The Boxer

Miglior episodio talk show
- "Ricky Martin Coming Out as a Gay Man and a New Dad" - The Oprah Winfrey Show
- "Constance McMillen" - The Ellen DeGeneres Show
- "Neil Patrick Harris" - The Talk
- "Rebuilding Home After Tragedy: The Seth Walsh Story" -  The Nate Berkus Show
- "Transgender Kids: Too Young to Decide?" - The Dr. Oz Show

## Los Angeles
Vanguard Award
- Kristin Chenoweth

Stephen F. Kolzak Award
- Robert Greenblatt

Riconoscimento Speciale
- Bianca “Nikki” Peet

Miglior film della piccola distribuzione
- Colpo di fulmine - Il mago della truffa
- Urlo
- La Mission
- Patrik 1,5
- Contracorriente

Miglior serie commedia
- Glee
- Modern family
- Greek - La confraternita
- Nurse Jackie
- United States of Tara

Miglior reality show
- Project Runway
- I Favolosi Beekman Boys
- Girls Who Like Boys Who Like Boys
- Top Chef: Just Desserts
- TRANSform Me

## San Francisco

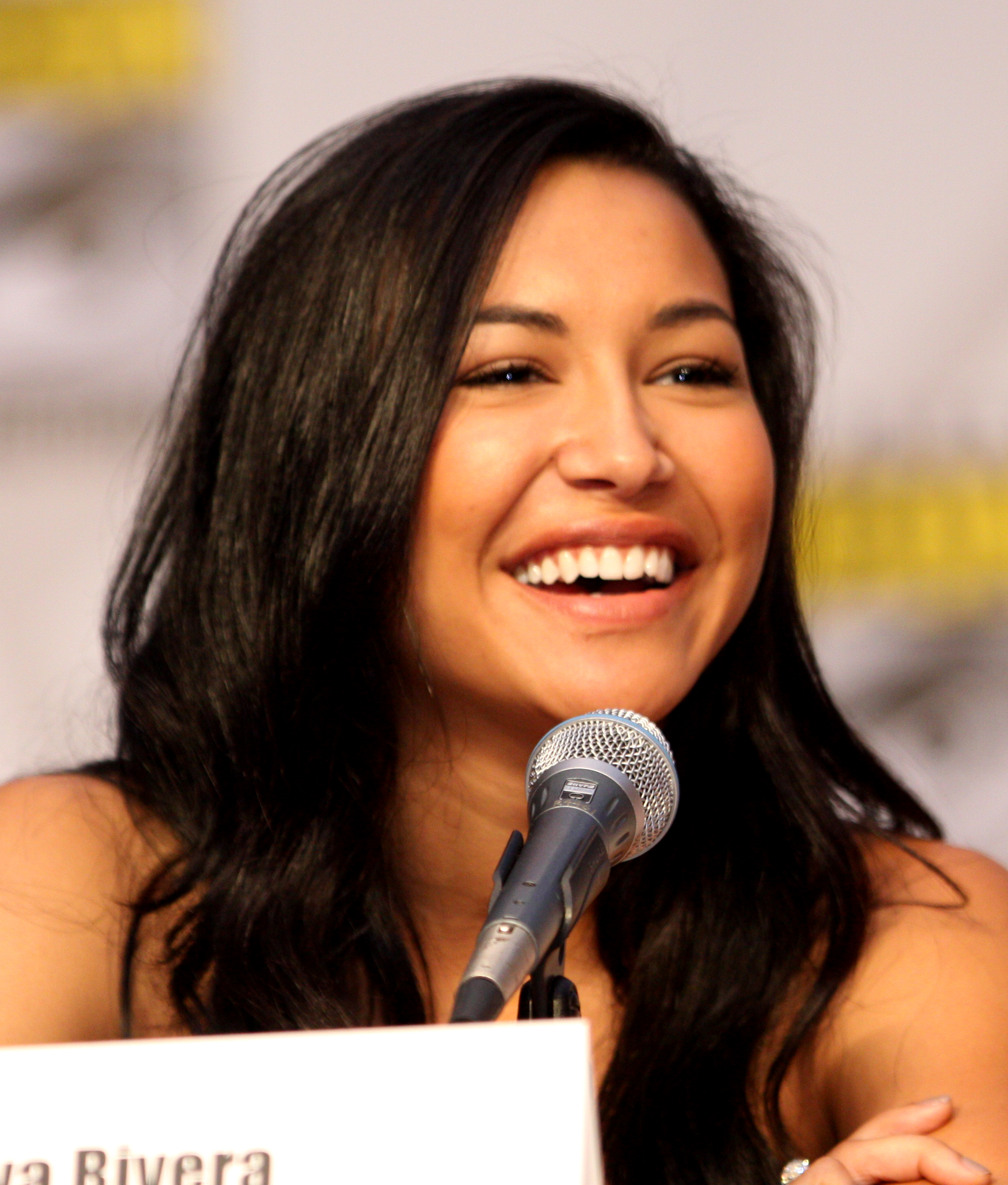
Naya Rivera di Glee ha presentato la cerimonia di San Francisco.

Golden Gate Award
- Kim Cattrall

San Francisco Local Hero Award
- Kara Swisher

Corporate Leader Award
- AT&T

Miglior film della grande distribuzione
- I ragazzi stanno bene
- Burlesque
- Easy Girl
- La ragazza che giocava con il fuoco
- Scott Pilgrim vs. the World

Miglior documentario
- 8: The Mormon Proposition
- Edie & Thea: A Very Long Engagement
- Prodigal Sons
- Sylvester
- Out. The Glenn Burke Story